# Alberto Colombo
Alberto Colombo (Varedo, 23 de febrero de 1946-Monza, 7 de enero de 2024) fue un piloto italiano de automovilismo. Participó en tres Grandes Premios de Fórmula 1, aunque sin poder clasificarse en ninguno.

## Carrera deportiva
Participó en tres carreras de Gran Premio en 1978 para los equipos ATS (dos veces) y Merzario (una), pero no logró clasificarse en ninguna de ellas.
Previamente, Colombo también condujo parte de su carrera en la Fórmula 2 y fue campeón de Fórmula 3 Italiana en 1974.
Alberto Colombo falleció en enero de 2024, a los 77 años.

## Resultados

### Fórmula 1
(Clave) (negrita indica pole position) (cursiva indica vuelta rápida)

| Año     | Escudería       | 1   | 2   | 3   | 4   | 5   | 6       | 7       | 8   | 9   | 10  | 11  | 12  | 13  | 14       | 15  | 16  | Pos. | Puntos |
| ------- | --------------- | --- | --- | --- | --- | --- | ------- | ------- | --- | --- | --- | --- | --- | --- | -------- | --- | --- | ---- | ------ |
| 1978    | ATS Racing Team | ARG | BRA | RSA | USW | MON | BEL DNQ | ESP DNQ | SWE | FRA | GBR | GER | AUT | NED |          |     |     | NC   | 0      |
| 1978    | Team Merzario   |     |     |     |     |     |         |         |     |     |     |     |     |     | ITA DNPQ | USA | CAN | NC   | 0      |
| Fuente: |                 |     |     |     |     |     |         |         |     |     |     |     |     |     |          |     |     |      |        |